# Ehrenmal Rodewisch

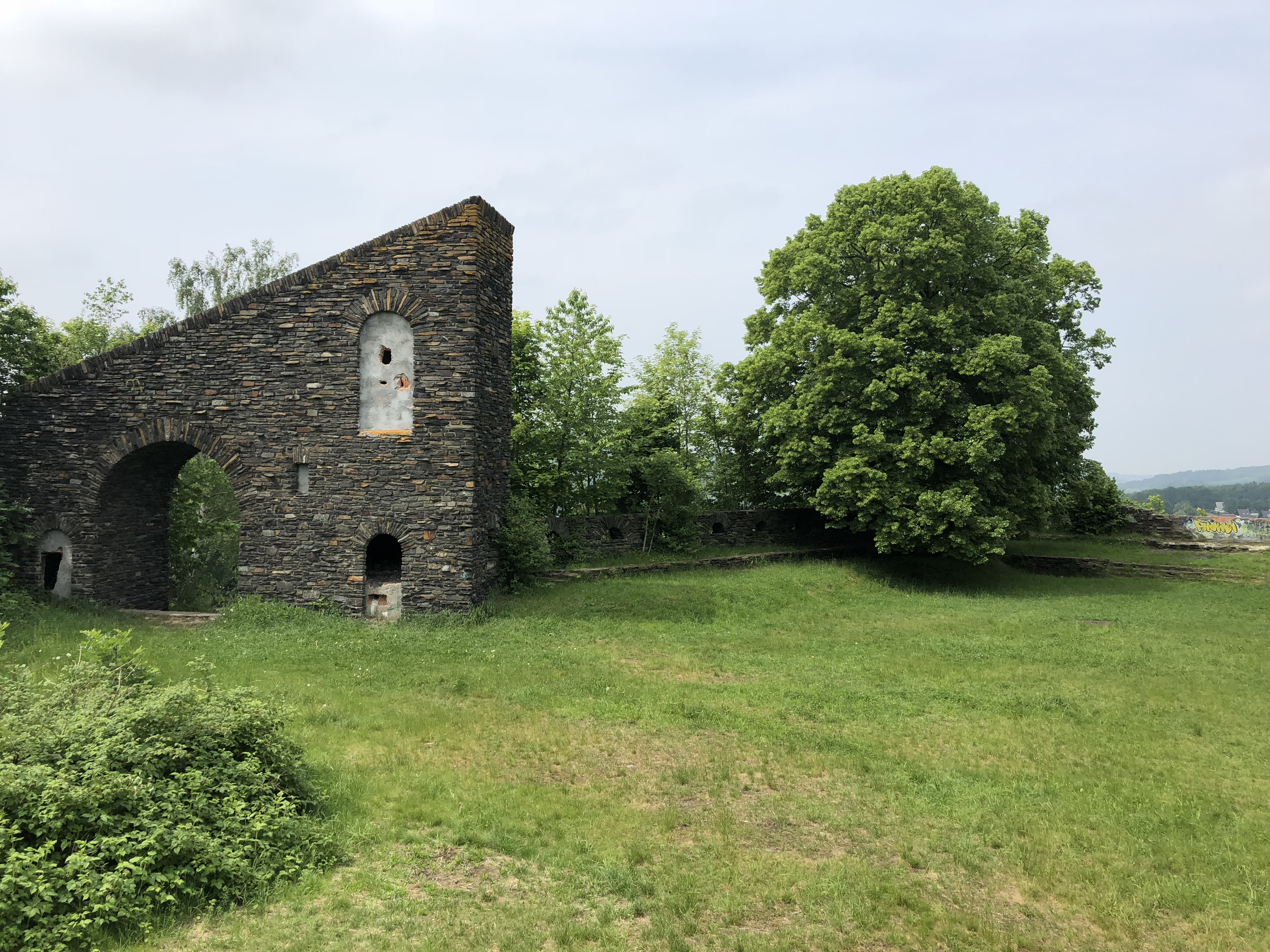
Blick vom hinteren Teil auf das Torhaus. Ganz rechts im Bild ist eine Lücke in der Mauer zu sehen. Dort stand der 10 m hohe Obelisk mit aufgesetztem Reichsadler, der 1945 gesprengt wurde.

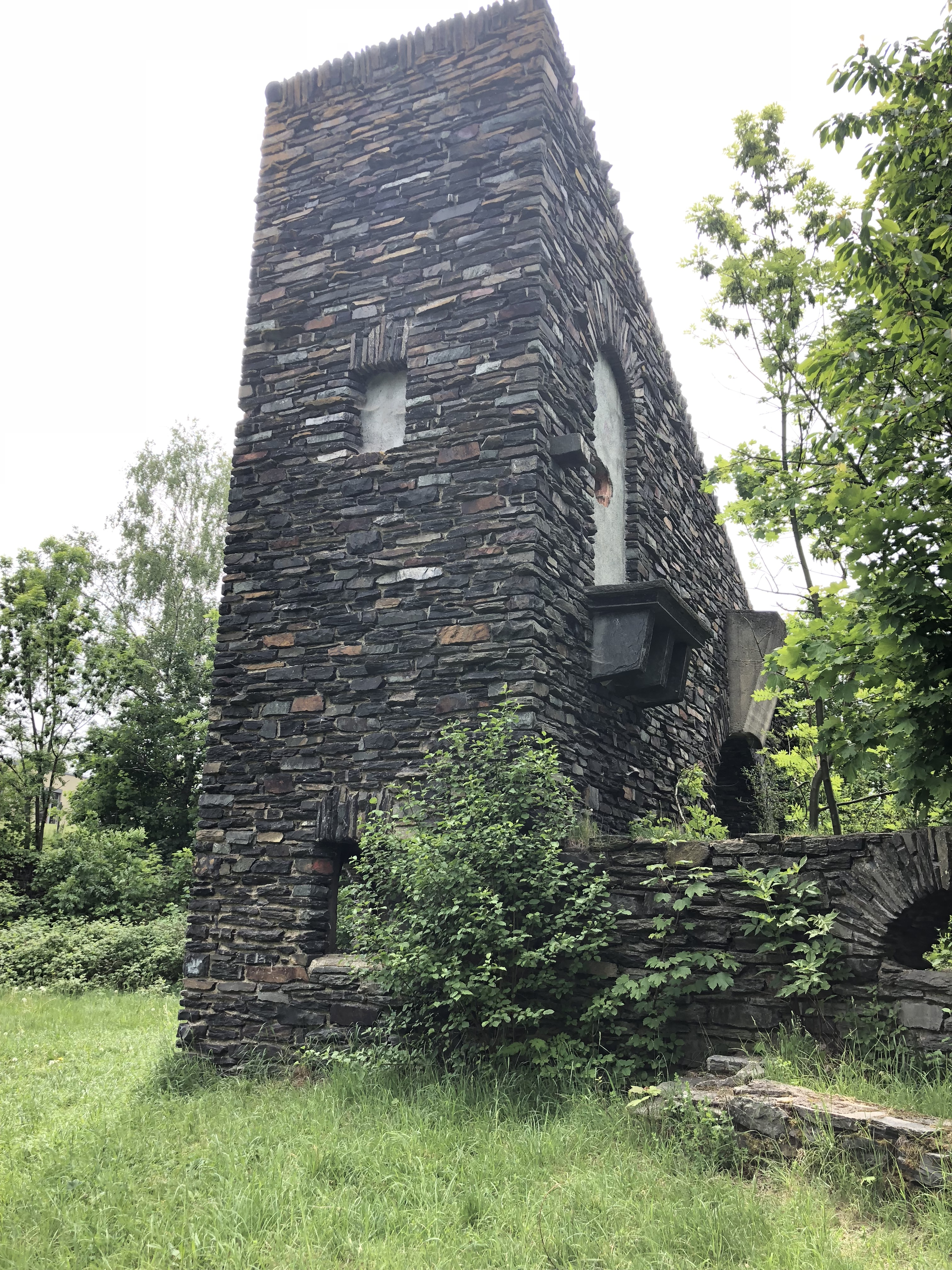
Blick vom „Innenplatz“ auf das Torhaus. Im vorderen Teil ist halbverdeckt durch den Baum ein Betonblock zu sehen, hinter dem sich ein Reichsadler befinden soll.

Das Ehrenmal Rodewischs ist denkmalgeschütztes Kriegerdenkmal zu Ehren im Ersten Weltkrieg Gefallener. Es wurde nie eingeweiht.

## Lage
Das Ehrenmal befindet sich auf der sogenannten Rützengrüner Höhe, einer Anhöhe auf der sich auch die Sternwarte Rodewisch befindet. Das Ehrenmal ist von der Rodewischer Karl-Liebknecht-Straße aus zu erreichen.

## Geschichte
Das Ehrenmal wurde ab 1924, dem Jahr der Stadtrechtsverleihung an Rodewisch, geplant. Es war als Denkmal zu Ehren gefallener Soldaten im Ersten Weltkrieg geplant. In diesem Krieg fielen mindestens 267 Rodewischer. Mit der Machtergreifung der Nationalsozialisten wurde der Bauzweck uminterpretiert. Es war nunmehr von einem Zeichen „nationaler Erhebung“ die Rede und einem „Zeuge nationalistischer Baugesinnung“. Die Einweihung war auf den 25. Jahrestag des Ausbruches des Ersten Weltkrieges geplant, wurde aber wegen des Ausbruches des Zweiten Weltkrieges verschoben und fand schließlich nie statt. Die Grundsteinlegung war am 15. April 1939.
Nach der Besetzung Rodewischs durch die Amerikaner wurden die beiden Reichsadler am Objekt entfernt. Einer befand sich auf einem Obelisk, der gesprengt wurde, der andere wurde einbetoniert. Die Überreste dieser sind noch heute sichtbar (siehe Bilder). Seitdem hat das Ehrenmal keine Funktion mehr und verfällt. Im Inneren des Ensembles stehen Bäume.
Nach dem Zweiten Weltkrieg wurde das Denkmal kurzzeitig als ODF-Denkmal (ODF = Opfer des Faschismus) genutzt; aufgrund seiner Geschichte wurde das aber wieder verworfen.

## Denkmaltext
Es folgt der ausführliche Denkmaltext:

„Einfriedung: Bruchsteinmauer (Schiefer), talwärts hohe Stirnmauer (über die Einfriedung weit hinausragend) ähnlich einem Torhaus, mit abgeschrägter oberer Abschlusskante (Bruchstein, Schiefer). In der Stirnmauer Torbogen: große rundbogige Portalöffnung mit überdimensional großem Schiefer-Schlussstein. Haupteingang zum Platz flankiert von zwei kleineren Rundbogenöffnungen, an der Außenseite im Obergeschoss Rundbogenöffnungen mit erkerähnlichem Austritt (auf drei mächtigen Konsolen gestützte Schieferplatten), Zugang im Inneren des Torhauses durch Treppenaufgang, Stufen aus Schieferplatten. Ehemaliger Appell- oder Aufmarschplatz (vermutlich Thingstätte der Nazis), jetzt grasbewachsene hügelige Fläche mit leicht eingetieftem Mittelfeld, zwei Lindenbäume (ursprünglich zu beiden Seiten des Weges vier Linden), Einfassungsmauer mit Schießschartenöffnungen (rundbogig), in den Ecken Strebepfeiler, im hinteren Teil Reste einer mittigen Treppenanlage, die zu einer bühnenähnlich erhöhten Fläche führt, dort an der Innenseite der Einfriedungsmauer Reliefreste, zur höher gelegenen Sternwarte führender zweiter Treppenaufgang.
Ursprüngliche Bauintention: ein seit 1924 beabsichtigtes Kriegerdenkmal für die Gefallenen des Ersten Weltkrieges, von den Nationalsozialisten uminterpretiert als „Zeuge nationalistischer Baugesinnung“, „Wahrzeichen der Stadt“ und „Ehrenmal für die Gefallenen des Weltkrieges (1914/18)“ sowie der „nationalen Erhebung“.
Ursprünglich vorgesehene Weihe am 25. Jahrestag des Ausbruchs des Ersten Weltkriegs, infolge des erneuten Kriegsausbruches 1939 verschoben bzw. gleichzeitig erneute Uminterpretation des Ehrenmals als „Mahnmal für die Opfer des dem Deutschen Volke aufgezwungenen erneuten Krieges“ (laut Baubericht von 1939). 15. April 1939 „Ecksteinlegung“ vollzogen, Einmauerung einer Kupferkassette mit Dokumenten und einer Pergamenturkunde. Ursprünglich stand in der Platzmitte ein großer Steinblock als „Altar“, an Vorderfront befand sich ein 10 Meter hoher Obelisk mit Reichsadler (mit ausgebreiteten Flügeln) sowie Gedenktafeln. Ursprünglich geplant war eine Schneise vom Appellplatz der Pestalozzischule bis zum Ehrenmal als Aufmarschstraße und Blickachse. Nach der Besetzung Rodewischs durch amerikanische Kampfgruppen wurde der 10 Meter hohe Obelisk, der den bronzenen Hoheitsadler trug, gesprengt (Adlerplastik von sowjetischen Truppen abtransportiert), seitdem Verfall des Ehrenmals.“

## Belege
1. ↑  Nach Mitteilung des Stadtbauamtes Rodewisch in der Sächsischen Volkszeitung vom 10. Februar 1939 sollte das Denkmal Ende Juli 1939 fertiggestellt und am 2. August 1939 eingeweiht werden.
2. ↑  Manja Reinhardt: Das Ehrenmal in Rodewisch. 16. November 2018, abgerufen am 1. Januar 2024.
3. ↑  zur Quelle siehe im Artikel: Liste der Kulturdenkmale in Rodewisch

Koordinaten: 50° 31′ 39″ N, 12° 24′ 53″ O